# Der Hof für die Pachteinnahme
Die aus mehr als 100 lebensgroßen Figuren bestehende Skulpturengruppe Hof für die Pachteinnahme (chinesisch 收租院 Shouzuyuan; engl.: Rent Collection Courtyard) zählt zu den wichtigsten Werken der modernen chinesischen Kunstgeschichte und ist fest im kollektiven Gedächtnis Chinas verankert. 1965 von Lehrern und Absolventen der Hochschule der Künste Sichuan in Chongqing als ortsspezifische Installation auf dem ehemaligen Anwesen des Großgrundbesitzers Liu Wencai (1887–1949) (Dizhu zhuangyuan chenlieguan) in der Großgemeinde Anren (安仁镇) des Kreises Dayi der Stadt Chengdu (Hauptstadt der Provinz Sichuan), etwa 50 Kilometer westlich des Stadtzentrums, geschaffen, wurde die Figurengruppe bald zu einem Musterkunstwerk der Kulturrevolution. In einer dramatischen Szenenfolge, die traditionelle chinesische, sowjetische und westliche Elemente zusammenführt, stellt sie die erbarmungslose Ausbeutung der Landbevölkerung durch einen reichen Grundbesitzer der vorkommunistischen Ära dar.
Neben der Skulpturengruppe aus Trockenlehm in der Gedenkstätte in der Großgemeinde Anren des Kreises Dayi wurden mehrere Kopien und Varianten angefertigt und überall im Land ausgestellt. Eine einzige dieser Varianten – 1974–1978 mit hohem Aufwand als mobile Reisefassung aus verkupfertem Fiberglas realisiert – ist bis heute erhalten geblieben und wird seither im „Kunstmuseum der Hochschule der Künste Sichuan“ in Chongqing gezeigt. 2009 wurde diese Version zunächst im Kunstmuseum Shanghai ausgestellt. Im selben Jahr präsentierte die Schirn Kunsthalle Frankfurt im Rahmen der Ausstellung Kunst für Millionen. 100 Skulpturen der Mao-Zeit die Figurengruppe erstmals im Westen. Schon 1972 versuchte Harald Szeemann die Skulpturengruppe auf der documenta 5 (1972) in Kassel zu zeigen, was jedoch aus politischen und finanziellen Gründen scheiterte. Nachdem es ihm 1999 als Leiter der La Biennale di Venezia erneut nicht gelungen war, die Skulpturen zu zeigen, realisierte der in den USA lebende chinesische Künstler Cai Guo-Qiang eine auf den Hof für die Pachteinnahme rekurrierende Arbeit, mit der er den Goldenen Löwen gewann. In China entzündete sich daraufhin ein Konflikt um die Urheberrechte an dem Werk, der zum Ausgangspunkt einer weitreichenden Debatte um aktuell bedeutende Fragen nach der Position des Künstlers und der Freiheit von Kunst im heutigen China sowie nach dem Verhältnis der chinesischen zur westlichen Kunstwelt wurde. In jüngster Zeit wurde das Werk wiederholt von jungen chinesischen Künstlern aufgegriffen und fand Eingang in die aktuellen Diskussionen zur zeitgenössischen Kunst in China.

## Beschreibung

### Historische Entwicklung
Der ehemalige Großgrundbesitzer Liu Wencai (1887–1949) galt als eine der schillerndsten Figuren der Provinz Sichuan  in der Zeit der chinesischen Republik (1912–1949). Sein Vater war ein kleiner Landbesitzer und Schnapshändler gewesen. Er selbst gelangte durch Protektion einflussreicher Familienmitglieder auf gehobene Verwaltungsposten und verfügte über gute Beziehungen zu Politik, Verwaltung und Militär. Außerdem soll er Kontakte zur Unterwelt und zu religiös geprägten Geheimgesellschaften gehabt haben. Er starb 1949, kurz bevor die Volksbefreiungsarmee der Kommunistischen Partei Sichuan besetzte. Seine Bauern soll Liu Wencai bei der Abgabe der Pacht so betrogen haben, dass sie in permanenter Pachtschuld lebten. Um diese zu tilgen, sollen sie zum Verkauf der eigenen Kinder gezwungen, zum Militärdienst zwangsrekrutiert oder von Haus und Hof vertrieben worden sein. Zu den bis heute in der Gedenkstätte ausgestellten Artefakten der Herrschaft Wencais gehörten Scheffelmaße, die größer als die Standardscheffel der Bauern waren, sodass die Liefermengen zu gering erscheinen mussten. Auch Worfelmaschinen, die so stark eingestellt waren, dass gutes Korn mit dem Spelz ausgeblasen und damit die abgelieferte Pacht weiter reduziert wurde, werden als Relikte der Feudalherrschaft gezeigt.
Seit den 1950er-Jahren konstruierte die Propaganda der Kommunistischen Partei Liu Wencai zum archetypischen Erzbösewicht der überwundenen Feudalgesellschaft. Publikationen mit kanonisierten Geschichten seiner üblen Taten wurden im ganzen Land verbreitet. Heute ist der Wahrheitsgehalt der überlieferten Geschichten schwer einzuschätzen und es bleibt unklar, welche Fakten mit propagandistischen Ausschmückungen versehen wurden.
Nach mehreren erfolglosen Anläufen entschloss sich die Museumsleitung der Gedenkstätte Mitte 1964, für das Anwesen eine neue Ausstellung zu entwickeln, die in Dioramen an die vergangene Feudalherrschaft erinnern sollte. Im Auftrag des Kultusministeriums der Provinz entwickelte Li Qisheng, ein der Gedenkstätte zugeteilter Absolvent der Kunstmittelschule der Kunstakademie in Chongqing, einen narrativen Ablauf, der am Beispiel einer Familie den betrügerischen Verlauf der Pachteinnahme durch den lokalen Großgrundbesitzer Liu Wencai in der Zeit vor der Machtübernahme durch die Kommunistische Partei 1949 darstellen sollte.

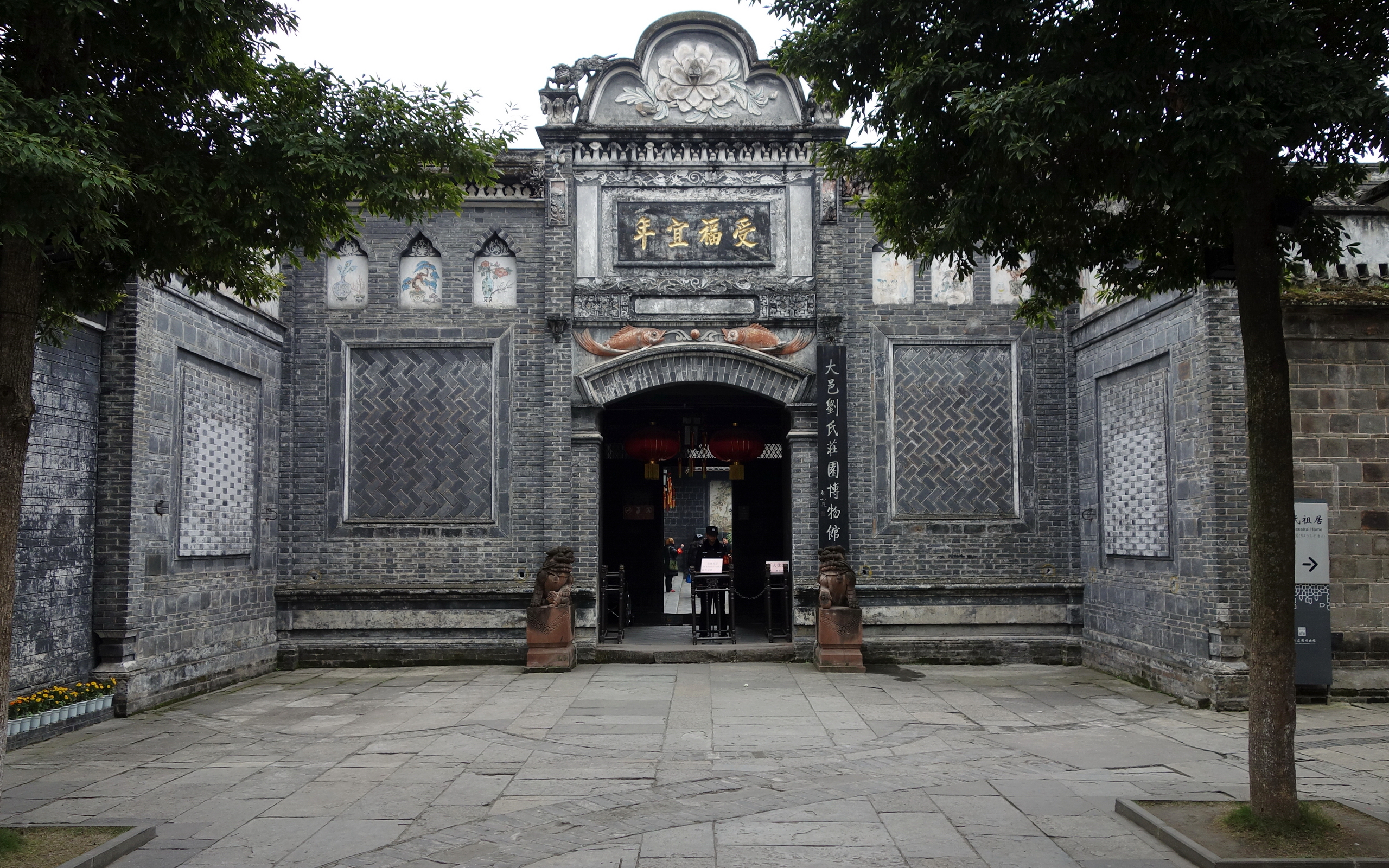
Anwesen des Großgrundbesitzers Liu Wencai
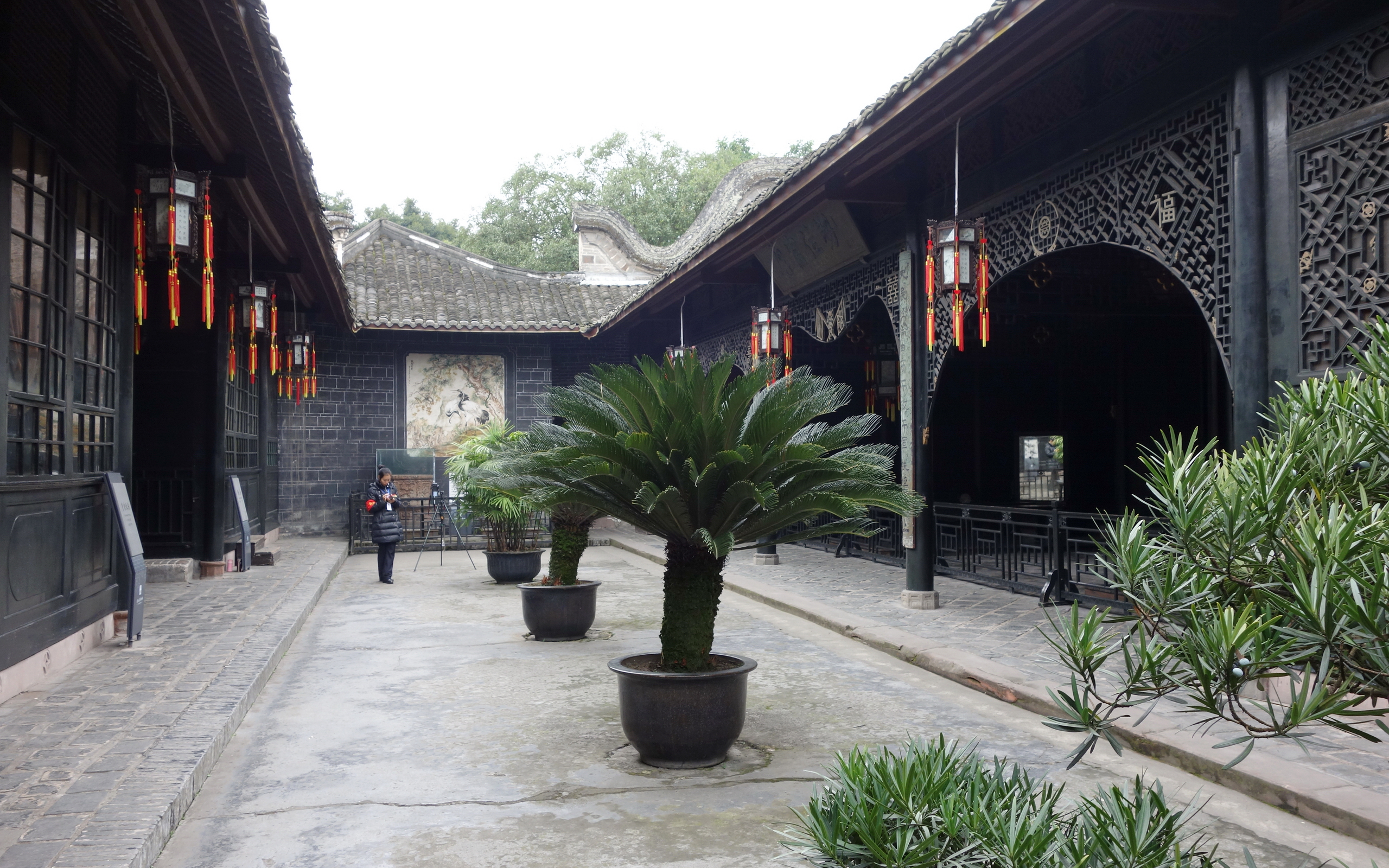
Hof des Großgrundbesitzers Liu Wencai
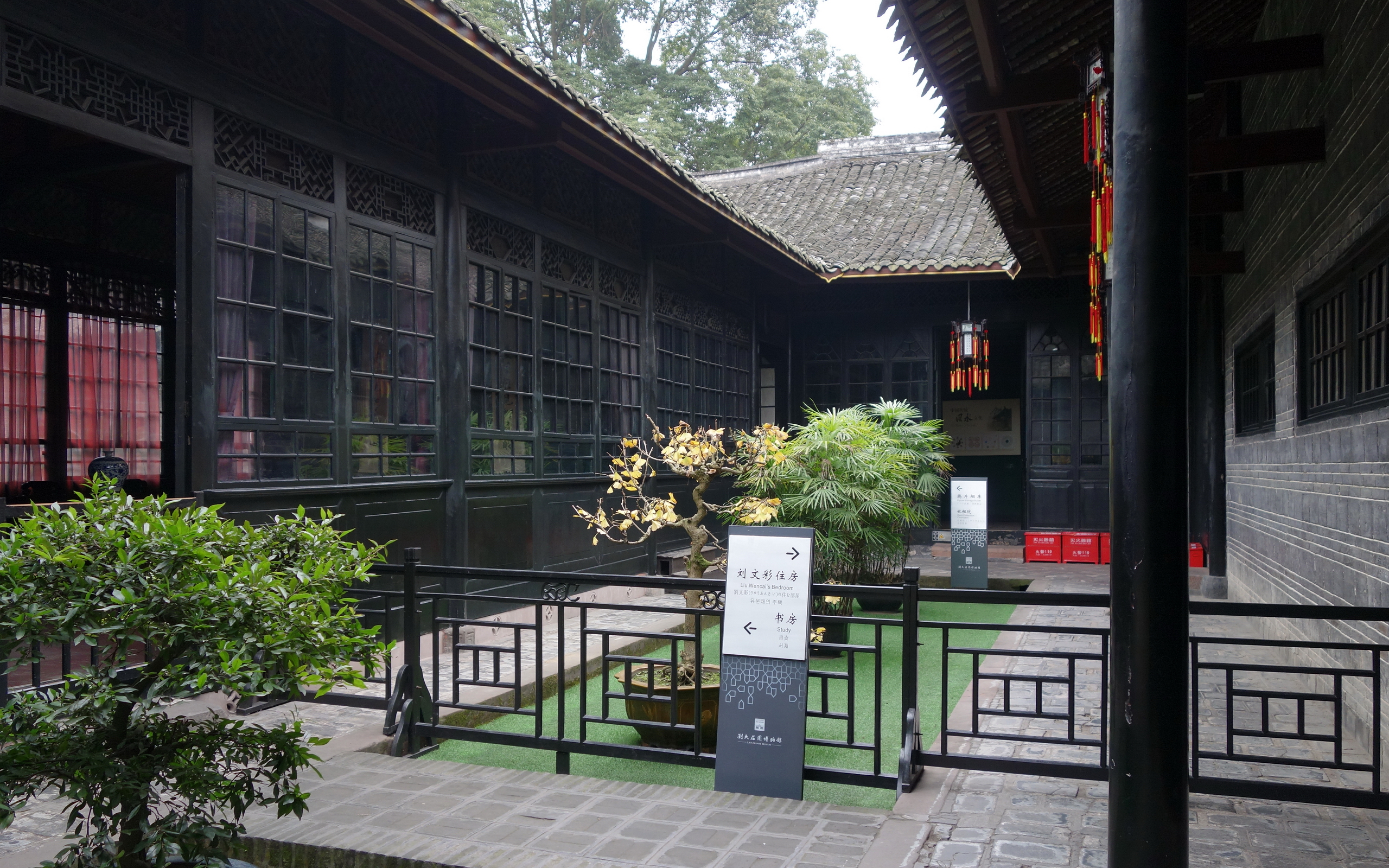
Hof des Großgrundbesitzers Liu Wencai
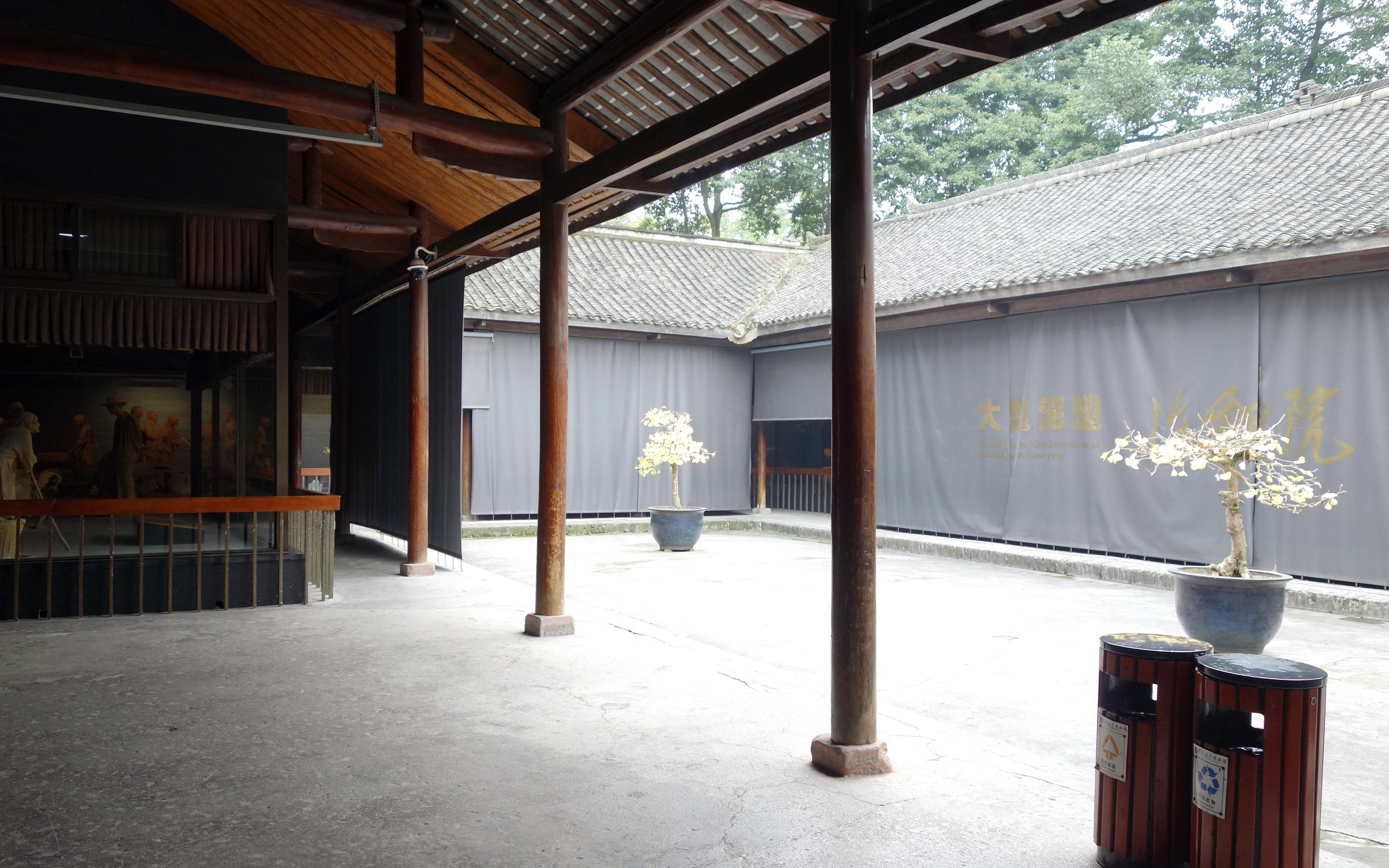
Hof des Großgrundbesitzers Liu Wencai

### Politische Dimension
Die Arbeit stand unter dem eindeutigen Primat des Politischen. Zuallererst sollte das Kunstwerk der Erziehung zum Klassenkampf dienen. Dazu nahmen die Künstler die Forderung, dass alle gesellschaftlichen Gruppen auf Grundlage der Ideen Mao Zedongs und unter Führung der Kommunistischen Partei selbstlos für das Wohl der Bevölkerung arbeiteten sehr ernst.
Die theoretische Grundlage ihrer Arbeit bildete Mao Zedongs Schrift Zai Yan’an wenyi zuotanhui shang de jianghua (Reden bei der Aussprache in Yan’an über Literatur und Kunst), die sie intensiv rezipierten. Die Gespräche über Literatur und Kunst hatten im Mai 1942 in Yan’an in der Provinz Shaanxi stattgefunden. Maos später gedruckte Redebeiträge enthalten seine zentralen kunsttheoretischen Auffassungen, die für die kommenden 30 Jahre verbindlich für Schriftsteller und bildende Künstler sein sollten. Kernpunkte sind die Unterwerfung der Künste unter die Politik und ihr dienender Charakter für die Massen. Die Künste sollten die „wahren Verhältnisse“, die „neue Welt“ und ihre „wahren Helden“ abbilden. Um diese Ansprüche erfüllen zu können, sollten die Künstler mit den Arbeitern, Bauern und Soldaten zusammen leben und von ihnen lernen. Die Teilnahme an kollektiven Arbeitseinsätzen auf dem Land und der intensive Kontakt zur Landbevölkerung bewirkten bei vielen Künstlern ein Nachdenken über die Kunst und ihr Publikum. Im Sinne der Idee Mao Zedongs entstand eine Vielzahl künstlerischer Arbeiten als Werk eines Künstlerkollektivs. Tatsächlich wurde erst 2001 eine vollständige Namensliste der Künstler publiziert, die an der Entstehung am Hof für die Pachteinnahme beteiligt waren.
Als Bildhauer hatten sie mit der Schwierigkeit zu kämpfen, dass die Skulptur im vormodernen China nie den Status der Kunst erreicht hatte. Ein europäischen Vorstellungen von Kunst vergleichbarer Stellenwert kam bis ins 20. Jahrhundert hinein allein bestimmten Formen der nicht-mimetischen Malerei sowie der Schriftkunst zu. Skulpturen als scheinbar wirklichkeitsabbildende Bildwerke kamen in den Kunstdiskursen der gebildeten Elite nicht vor. Erst als im 19. Jahrhundert aus Japan der Neologismus geijutsu (chin. meishu,  dt. Schöne Künste) eingeführt wurde, übernahm man die europäische Gliederung der Kunstgattungen in Malerei, Architektur, Bildhauerei und Kunsthandwerk sowie das daran orientierte System der Kunsterziehung.
Dennoch verfügten die Bildhauer der Hochschule der Künste Sichuan in Chongqing über eine gründliche Ausbildung, in der klassische und sozialrealistische europäische Bildhauerei mit sowjetischen Elementen und einer besonderen Form chinesischer Skulpturtradition zusammenfanden.

### Entstehung und Kontext
Die Akademieleitung schickte die fünfköpfige Abschlussklasse der Hochschule der Künste Sichuan des Jahres 1965 mit ihrem Lehrer Wang Guanyi unter der nominellen Führung seines Kollegen Zhao Shutong nach Anren. Die Arbeitsgruppe wurde in wechselnder Besetzung durch lokale Hilfskräfte ergänzt, sodass sie zeitweise bis zu 20 Personen zählte.
Bereits in Chongqing hatte man sich Gedanken darüber gemacht, aus welchem Material die Arbeit angefertigt werden sollte. Es galt der Grundsatz: Viel, schnell, gut und billig. Aus diesem Grund entschied man sich für Trockenlehm, der in mehreren Schichten um ein mit Stroh umwickeltes Holz- und Drahtgerüst aufgebracht und bei entsprechend sorgfältiger Verarbeitung mehrere Jahrhunderte haltbar sein würde.
Am 4. Juni 1965 trafen die Bildhauer in der Gedenkstätte ein und besichtigten zunächst die Räumlichkeiten sowie einige Tempel in der Umgebung, um weitere Beispiele für Trockenlehmplastiken zu sehen. Sehr wichtig waren den Künstlern Besuche bei lokalen Bauern und ehemaligen Pächtern, die ihnen von den Verhältnissen zur Zeit Liu Wencais erzählten. Die Erzählungen vermischten sich mit dem Vorwissen der Bildhauer um die Figur des Grundbesitzers und bildeten eine wichtige Grundlage für die inhaltliche Entwicklung der Installation. Als besonders fruchtbar erwies sich der intensive Austausch mit der Landbevölkerung und deren Hinweise auf Detailfragen der Kleidung und Gerätschaften, die eine authentische Darstellung ermöglichten.
Um den Mikrokosmos der alten, halbfeudalen Gesellschaft entstehen zu lassen, wurden Personen und Szenen integriert, die in der Realität nie Teil der Pachtablieferung waren, aber als Stellvertreter für Liu Wencais Vernetzung in Politik, Militär und Unterwelt stehen sollten. Neben den Verwaltern, Bütteln, Arbeitern und Aufsehern des Grundherrn erscheinen Soldaten, Kreisverwaltungsangestellte, Angehörige von Geheimgesellschaften und Gangster sowie in einer zentralen Szene Liu Wencai selbst, der diesen Teil seines Anwesens vermutlich nie betreten hat.

### Die Erzählung
Der Aufstellungsort der Installation befindet sich in der nordöstlichen Ecke des Anwesens im größeren der beiden Höfe (25 × 37 m), der vor 1949 als Pachtsammelstelle diente. Ein umlaufendes kurzes Dach bildet eine offene Galerie. Die Pachtabgabe vollzog sich ohne genau festgelegte Stationen im gesamten Innenhof. Dort standen sechs oder sieben Worfler, um die herum die Abgabe stattfand. Die Installation als narrative Sequenz aus sieben aufeinander folgenden Szenen, die wiederum aus einer Reihe von Figurengruppen und Einzelfiguren bestehen sollten, wurde unterhalb des Galeriedachs aufgestellt und ließ den Innenhof frei. Maschinen und Werkzeuge wie Worfler, Maßscheffel, Besen, Möbel, Schubkarren und andere Artefakte, die früher bei der Pachtabgabe verwandt wurden, wurden in die Arbeit integriert.
Die Aufstellung der insgesamt 114 Figuren in Anren erstreckt sich über 97 Meter. Unter den Figuren gibt es 82 Männer, 32 Frauen, darunter 17 alte Menschen, 18 Kinder sowie einen Hund. 96 Figuren stellen einen guten und 18 einen schlechten Charakter dar. Hinzu kommen 52 Werkzeuge und Geräte. Die Erzählung wurde von den Künstlern ursprünglich in vier, später in sieben Szenen gegliedert. Die Dramaturgie der Erzählung verläuft von der Ankunft der Bauern im Hof mit anschließender Kontrolle der Qualität des Korns und nochmaligem Worfeln, über vergebliche Beschwerden der Bauern bis zum Höhepunkt der Konfrontation mit dem Grundbesitzer Liu Wencai. Nach der Darstellung von Repressalien endet die Erzählung mit einer Gruppe von Bauern, die, zum Widerstand entschlossen, den Hof verlassen.
Im Einzelnen entwickelten die Szenen folgende narrative Struktur: Die erste Szene: Den Pachtzins abliefern (jiao zu) zeigt die Ankunft der Bauern im Hof. Prominente Figuren sind die alte Frau mit Stock, der alte Mann mit Schubkarre, das alte Paar mit dem schweren Sack und die erschöpfte Mutter mit einem Kind an der Hand und einem Säugling auf dem Rücken. Eine junge Frau, die wartend auf ihrer Tragestange sitzt, bildet den Übergang zur zweiten Szene: Den Pachtzins kontrollieren (yan zu). Diese leitet gleichzeitig den Blick der Betrachter über die erste Hofecke der Komposition zur westlichen Schmalseite des Hofs. Im Zentrum der zweiten Szene steht ein Verwalter mit einem Fuß auf dem umgetretenen Getreidekorb eines Bauern, der davor auf dem Boden liegt. Eine Reihe von Bauern schaut wütend zu, wagt aber nicht einzugreifen. Eng mit diesen Figuren verbunden ist die dritte Szene: Die Worfler (fengsu), die in einigen Publikationen auch mit der zweiten Szene zusammengefasst wurde. Zu sehen sind zwei Worfelmaschinen, die von kräftigen Bütteln bedient werden und die mehrere Bauern drangsalieren und bedrohen. Die Figuren einer Mutter mit ihrem Kind, die vergeblich versuchen, einen schweren Getreidekorb zu bewegen, bilden den Übergang zur vierten Szene und über die zweite Hofecke zur nördlichen Längswand.
Die Gestaltung der vierten Szene: Zuviel verlangt (guotou) ist um einen lässig auf einen Stuhl gefläzten Verwalter gruppiert, der sich, von einem Mitglied einer Geheimgesellschaft geschützt, teilnahmslos die Klagen und Beschwerden der Bauern anhört. Unmittelbar hinter ihm beginnt die fünfte Szene: Die Abrechnung (suanzhang), die den negativen Höhepunkt der Komposition darstellt. Darin weicht Liu Wencai vor einem am Boden liegenden Bauern zurück, der anklagend auf ihn deutet. Zwei Männer halten einen kräftigen jungen Bauern fest, der sich auf den Gutsherrn stürzen will. Die Szene beobachten einige weitere Bauern, deren Körpersprache ahnen lässt, dass auch sie sich nicht mehr lange zurückhalten werden.
Direkt im Anschluss stellt die sechste Szene: Die erpresste Pacht (bizu), Repressalien dar, die verschuldete Bauern zu erleiden hatten. Eine Mutter wird von ihrem Säugling getrennt und durch das Nordtor ins Innere des Anwesens gezerrt, um als Amme Liu Wencais zu dienen. Ein blinder alter Mann hält die Quittung für seine Enkeltochter in der Hand, die er verkaufen musste. Vor einem Gefängnisgitter, das den Übergang zur Ostwand schafft, warten zwei Mädchen auf ihre eingesperrte Mutter und zwei Büttel tragen einen Toten fort. Neben dem Gefängnis wird ein gefesselter junger Mann von Soldaten zum Militärdienst abgeführt. Seine Frau liegt hilflos am Boden. Die Figurengruppen mit der Amme und der Verschleppung des zum Dienst gepressten
Bauern sind Abwandlungen der Erzählungen der Amme Luo Erniang und der Aktivistin Leng Yueying.
Voller Wut und hasserfüllt starren mehrere junge, kräftige Männer aus der Schlussszene, der siebten Szene: Flammen des Zorns (nuohuo) hinüber. Einer kann nur mit Mühe von seiner Mutter zurückgehalten werden. Einige Bauern diskutieren, während sie den Hof verlassen und noch einmal zum Grundherrn zurückschauen. Blick und Haltung machen klar, dass sie das nächste Mal nicht mit ihrer Pacht kommen werden.

### Deutung und Stellenwert
Die kunsthistorische Forschung blickt durchaus ambivalent auf die Skulpturengruppe, die in der Geschichte der chinesischen Kunst einzigartig ist. Eine differenzierte Betrachtung zeigt, dass die Gruppe junger Bildhauer fünf Elemente zusammenbrachte, die zuvor nur wenig Berührung hatten: eine Verbindung der Formensprache der klassischen und klassisch-modernen europäischen mit jener der sowjetischen, sozialistisch-realistischen Bildhauerei. Gleichzeitig fanden die volkskünstlerische Technik der chinesischen Trockenlehmplastiken und ein Sonderweg buddhistischer und säkularer Steinbildhauerei der Song-Dynastie Eingang in die künstlerische Formensprache.
Auf der inhaltlichen Ebene entwickelten sie eine narrative Struktur, die den ehemals realen Vorgang der jährlichen Pachtabgabe der Bauern des Kreises Dayi in eine überzeugende und dabei gänzlich fiktive Sequenz von sinnvoll gereihten Einzelszenen transformierte. Zu diesem Zweck verwoben sie die von der Propaganda der Kommunistischen Partei festgelegten Inhalte der Geschichten über Liu Wencai mit den Erzählungen der örtlichen Bauern und manipulierten subtil Raum und Personal der Installation. Nicht zuletzt gelang es ihnen, der Gattung der Bildhauerei eine in der chinesischen Kunstgeschichte bis dahin unerreichte Akzeptanz und eine der Malerei gleichwertige Stellung zu verschaffen. Mit dem Hof für die Pachteinnahme entstand eine gänzlich neue Form zeitgenössischer, chinesischer Kunst.

### Die Rezeption: Medien, Publikum und Künstler
Bereits vor Eröffnung der Ausstellung 1965 besuchten hochrangige Vertreter der Kulturbürokratie die Ausstellung. Kurze Zeit danach setzte ein intensives Medienecho ein. Während der laufenden Arbeiten wurden erste Artikel in regionalen und nationalen Tageszeitungen veröffentlicht. 1966 erschienen ein 35-minütiger Dokumentarfilm sowie eine Schallplatte. Der Hof für die Pachteinnahme erlangte innerhalb weniger Wochen landesweite Berühmtheit.
Nach der Eröffnung sahen innerhalb weniger Tage mehr als 20.000 Menschen die Ausstellung. Dabei müssen sich bewegende Szenen abgespielt haben. Besucher weinten in der Ausstellung, andere versuchten, Figuren von Aufsehern und Bütteln zu verprügeln. Viele Bauern fühlten sich an ihr Leben vor der „Befreiung“ erinnert, als die Oberschicht unbehelligt herrschen konnte. Ein Teil der Besuchergruppen war zwar organisiert – Schulen, Betriebe und Militäreinheiten besichtigten die Ausstellung als geschlossene Kollektive –, doch vielen Menschen war es ein echtes Bedürfnis, die Figuren zu sehen, sodass sie oft lange Fußmärsche auf sich nahmen. Im Hof fanden yiku sitian-Sitzungen statt, bei denen alte Menschen von den Härten des Lebens in der alten Gesellschaft und von den verbesserten Lebensumständen im Sozialismus erzählten.
In der Folge entstand die Idee, die Ausstellung auch an anderen Orten des Landes und insbesondere in Peking zu zeigen, woraufhin eine Kopie von 40 Skulpturen angefertigt wurde. Zusammen mit großformatigen Fotopostern der Originalarbeit wurde sie ab 24. Dezember 1965 in der Nationalgalerie in Peking gezeigt. Wieder waren die Reaktionen überwältigend. Die Flut der Artikel nahm kein Ende, die Publikumsreaktionen waren bewegend und ähnlich dramatisch wie in Anren. Viele Menschen warteten die ganze Nacht in der subsibirischen Kälte, um eine Eintrittskarte zu bekommen. Bis März 1966 besuchten eine halbe Million Besucher die Ausstellung. Da der Besucheransturm die Nationalgalerie an den Rand ihrer Kapazitäten brachte, musste die Ausstellung an einen Ort umziehen, der dem Andrang der Massen besser gewachsen war. Die Wahl fiel auf den Kaiserpalast.

### Popularität während der Kulturrevolution
Im Mai 1966 begann die Kulturrevolution. Zunächst entschied die Leitung des Kaiserpalastmuseums in Peking, nicht nur Teile, sondern eine Gesamtkopie auszustellen. Allerdings befand die revolutionäre Kritik die leidenden und verzweifelten Gesichter vieler Bauern als unrevolutionär und ließ vor allem die Schlussszene in ein klassenkämpferisches Aufbegehren umgestalten. Die Ausstellung in Peking eröffnete zum 1. Oktober 1966 und lief mit großem Erfolg wohl bis Mitte 1968. Als die Ausstellung schließlich im Chaos der Kulturrevolution schließen musste, hatten allein in Peking über 2 Millionen Menschen den Hof gesehen. Die Figuren wurden Anfang der 1970er-Jahre vernichtet.
Noch während der Pekinger Ausstellung hatte das chinesische Außenministerium mehrere Anfragen befreundeter Länder erhalten, die die Figuren ebenfalls ausstellen wollten. Da China aufgrund der innenpolitischen Wirren lediglich mit Albanien und Nordvietnam Beziehungen unterhielt, beschloss man, eine Fassung für beide Länder herzustellen. Es wurde eine aus insgesamt 99 Figuren bestehende Version gefertigt, die dem Original nur noch wenig glich. Der albanische Führer Enver Hoxha war daraufhin so begeistert von der Arbeit, dass Albanien die Gruppe behielt und Nordvietnam sich mit wenigen Plastiken und einigen Fotos begnügen musste.
In der Zwischenzeit hatte sich in der chinesischen Bildhauerei mit der Schaffung revolutionärer Figurengruppen ein neues Genre entwickelt. 1966 wurde die Installation zum Modellkunstwerk erklärt, an dem sich die gesamte Produktion bildender Künstler zu orientieren hatte. Oft aus lokaler Initiative heraus entstanden im ganzen Land – meist sehr freie – Kopien des Hofs sowie davon inspirierte Arbeiten. Weitere Motive waren das Leid der Bergleute, der Grubenarbeiter, der Fabrikarbeiter, der Waisenkinder, die Liebe der Roten Garden zu Mao Zedong und, gewissermaßen als Höhepunkt und Abschluss, die Arbeit Der Hass der Leibeigenen von 1976, worin die Freude der Tibeter über ihre Befreiung von der Leibeigenschaft durch die chinesische Volksbefreiungsarmee dargestellt wurde. Nach heutigem Kenntnisstand ist allerdings keine der Arbeiten erhalten geblieben.

### Eine dauerhafte Kopie
Aufgrund der überwältigenden Reaktionen bei Publikum und Medien und zahlreicher Leihanfragen aus den chinesischen Provinzen sowie dem Ausland entstand 1973 der Wunsch der Provinzregierung, eine dauerhafte und transportable Kopie anzufertigen, die ortsunabhängige Ausstellungen ermöglichen sollte. Unter der Leitung von Li Shaoyan, einem der frühesten Förderer des Projekts und in Zusammenarbeit mit über 50 professionellen und Amateurbildhauern, Studenten und Arbeitern – unter ihnen auch Wang Guanyi und Zhao Shutong – kam man zu der Ansicht, dass die Skulpturengruppe möglichst originalgetreu und nicht in revolutionärer Überarbeitung wiedergegeben werden sollte.
Mit der Fiberglaskopie schufen die Künstler ein eigenständiges Kunstwerk. Die Atmosphäre des Erdigen, Ländlichen, Orts- und Themenangemessenen sowie die große Wucht der Gesamtkomposition der Arbeit von 1965, die aus dem Spezifischen der ortsfesten Installation, des Mediums Trockenlehm und der Aufstellung am historischen Ort des Pachthofs resultierte, verkörpert mit ihrer Einheit von Thema, Medium und Durchführung die sozio-politische Seite des Werks. Die vielen qualitativen Veränderungen an Details einzelner Figuren der Fiberglasfassung geben diesen eine deutlich größere individuelle Wirkung, als sie die Vorbilder in Anren haben. Die Bildhauer hatten nun die Zeit, die Figuren in der Qualität herzustellen, die ihnen zehn Jahre zuvor wegen des Termindrucks nicht gelingen konnte. Darüber hinaus wurde die bildhauerische Dimension der Werkgestaltung durch die behutsame Anpassung an die veränderte Raumsituation hervorgehoben. Der drastische Akt der Transmedialisierung von Trockenlehm zu Kunststoff führte zu einer De- und Rekontextualisierung, die den veränderten künstlerischen, sozialen und politischen Rahmenbedingungen der Entstehungszeit und dem nunmehr sehr veränderten Kontext der Aus- und Aufstellung der mobilen Kopie entsprach.
Als die Arbeiten an der Reisevariante aus verkupfertem Fiberglas schließlich Anfang 1978 beendet waren, hatten sich die politischen und gesellschaftlichen Rahmenbedingungen grundlegend geändert. Mao Zedong war seit zwei Jahren tot und die Erziehung der revolutionären Massen zum permanenten Klassenkampf nicht mehr vordringlich. Der Hof schien neuerdings nicht so recht in die Zeit zu passen. Die Kunstakademie in Chongqing gab dennoch einen prächtigen Bildband heraus und stellte die Kopie in ihr Museum. Die erwarteten Leihanfragen blieben aus und es wurde vorerst ruhig um den Hof für die Pachteinnahme.
Die beteiligten Künstler schlugen in den darauf folgenden Jahren unterschiedliche künstlerische Lebenswege ein, blieben jedoch zeitlebens mit dem Hof verbunden. Wang Guanyi wurde Professor an der Hochschule der Künste Sichuan in Chongqing und pflegte ein umfangreiches Archiv zur Geschichte des Hofes. Zhao Shutong arbeitete als freier Künstler und versuchte sich von diesem frühen Werk seiner Karriere zu distanzieren. Als einer der größten Privatsammler chinesischer Volkskunst blieb er dessen ungeachtet der Grundidee des Hofes eng verbunden. Li Qisheng betrieb ein kleines Bildhaueratelier in Chengdu und fertigte kleinformatige Bronzekopien einzelner Figuren der Installation an, die er in seinem Atelier verkaufte.

### Kontinuität im Wandel
Mit dem Ende der Kulturrevolution ging das Publikumsinteresse am Klassenkampfmuseum in Anren stark zurück und es wandelte sich der Blick auf das Anwesen, das 1980 zum geschützten Kulturgut der Provinz Sichuan (Sichuan sheng wenwu baohu danwei) erklärt und 1996 zum Nationalen Kulturdenkmal (Quanguo zhongdian wenwu danwei) ernannt wurde. Im Vordergrund steht heute nicht mehr der angeblich ausschweifende Lebensstil eines verkommenen Ausbeuters, sondern ein herausragendes Architekturdenkmal von überregionaler Bedeutung. Das Ehemalige Anwesen der Familie Liu (Liushi zhuangyuan), wie das Museum nun heißt, ist ein beliebtes und viel beworbenes Reiseziel.
Dessen ungeachtet galt Liu Wencai in China noch lange nach der Kulturrevolution als Erzschurke, an dessen Bild nicht gerüttelt werden durfte. Als der Sichuaner Schriftsteller Xiao Shu 1999 sein Buch Die wahre Geschichte von Liu Wencai (Liu Wencai zhenxiang) veröffentlichte, das ein von der offiziellen Version deutlich abweichendes, positives Bild Lius zeichnet, wurde es auf höchste Intervention hin sofort vom Markt genommen. Und als 2003 der Hongkonger Fernsehsender Phoenix TV ein positives Fernsehporträt von Liu ausstrahlte, konnte die Sendung nicht mehr wiederholt werden. Heute findet in chinesischen Internetforen eine ausgedehnte Diskussion darüber statt, wer Liu Wencai wirklich war. Der noch vor vier Jahren verbotene Fernsehfilm ist auf dem Videoportal des größten chinesischen Internetproviders Sina.com online zu sehen und Xiao Shu veröffentlichte ein neues, frei erhältliches Buch über Liu Wencai.
Dass der Hof für die Pachteinnahme bis heute eine über alle anderen zeitgenössischen, chinesischen Kunstwerke weit hinausreichende Strahlkraft hat, liegt in der großen künstlerischen Intensität des Werks begründet. In seiner mehr als 40-jährigen Wirkungsgeschichte hat der Hof für die Pachteinnahme zeitgenössische Künstler zu Werken angeregt, die hitzige Kontroversen innerhalb und außerhalb Chinas auslösten, er verursachte juristische Diskussionen, wird als Nippesdekoration verkitscht oder dient Autoren als Aufhänger sozialwissenschaftlicher Publikationen.
Im Juni 2009 ging in Shanghai die erste Ausstellung der Fiberglaskopien außerhalb der Hochschule der Künste Sichuan in Chongqing seit den 1970er-Jahren zu Ende. Im Anschluss an diese Schau zeigte die Schirn Kunsthalle in Frankfurt am Main die Skulpturengruppe ab September 2009 für 4 Monate erstmals im westlichen Europa unter dem Ausstellungstitel „Kunst für Millionen. 100 Skulpturen der Mao-Zeit“.